# リラックマ
リラックマ（Rilakkuma）は、サンエックスのコンドウアキの原案によってデザインされた日本のキャラクターである。商品の展開や設定などはサンエックスの企画部署で考え出されている。

## 概要
2003年9月に、第1号グッズの販売を開始。
『リラックマが外出する』という設定のシリーズは、2008年の『お外でごろんシリーズ』で初登場し、それ以降も外出を伴う設定のシリーズが数本制作されている。
また「リラックマキャラバン」と称し、各地のキデイランドほかサンエックス公認の店舗にリラックマが現れるイベントもあり、ファンとの交流も多く行われている。
2009年、累計市場（全商品の総売上）は1000億円。サンエックスが発表したキャラクターとしては、「たれぱんだ」（1999年〜2000年の2年間で700億円）を凌ぐ市場規模となり、ロングランのヒットキャラクターとなった。
2009年、アイテム総数は約1万点、うち自社キャラクターは800種。ライセンシー契約は120社。2020年10月時点で関連書籍のシリーズ累計発行部数は370万部を記録している。
2021年9月18日のおやつの時間（午後3時）から午後4時に、リラックマ初のオンラインライブが開催された。当日にはリラ友（リラックマのファン）からの質問に答える時間があった。
2023年9月でリラックマが20周年を迎える。（チャイロイコグマは7周年を迎える）
また、リラックマは2024年10月20日に、プロダクション・アイジーによるアニメ化決定を公表した。

## 主な登場キャラクター
ここでは、原案者の人物紹介での表現を踏まえ「…らしい」「…ようである」などの曖昧な表現も使っている。なお、ここでは原案者であるコンドウアキが考案したキャラクターと、のちにサンエックス社が考案し追加したキャラクターは分けて紹介する。
コンドウアキによって考案されたキャラクター

### リラックマ
カオルさん宅にある日突然やってきて居候させてもらっているクマ。背中にはファスナーがあり、水色の水玉模様の布地がのぞくことがある（着ぐるみの裏地も水玉模様の布地がついている）ため、本物のクマではないらしい。半開きのファスナーと水玉模様は、絵本「リラックマ生活」シリーズのカバーを飾っている。リラックマは基本、だらだらすることが多く、走ったりすることがあまりないが、自分からみて遠くにある団子を見ると走ることがある。
また着ぐるみにはポケットもついている。その中身や正体はわからなく、年齢はない。
絵本などでは、たまに河童、兎、牛、猫中には蜜蜂など、クマ以外の着ぐるみを着ているらしいシーンも描かれる。また、普通の色（茶色）ではなく、灰色の着ぐるみを着たこともあり、絵本ではマスカラとチークを使って、お化粧をしているイラストもある。
リラックマは着ぐるみを通販で購入しており、予備がいくつかあり時々洗濯して干している。縮んだり古くなったりし、コリラックマにアップリケをつけられる、マーカーで落書きされるなどのいたずらをされることもある。頭の部分も着ぐるみであり予備もあるが、洗っているか は わからない。耳は寝癖がつき、自在に動かせ、掃除機に吸われたり、強風で取れたりすることもある。
好物は団子、ホットケーキ、オムライス、プリンなど。通販が好きで、ニューモデルやWファスナーの着ぐるみなどを買っている。辛すぎるものは苦手。苦手な季節は夏。
ホットケーキMIXの箱を足で上げて、バランスをとる持ち芸がある。更に時々なぞの特技をみせることがある。
寝たりゴロゴロすることも多く、カオルさんの黄色いビーズクッションがお気に入り。趣味はテレビ鑑賞、音楽鑑賞、温泉など。音楽はクラシックなど、ゆったりした音楽を好むよう。名言は「あくせくしたってはじまりませんぜ」「できるなら ず〜っとダラダラしていたい」「まあ ごゆるりと」などがある。
キイロイトリとカオルさんに話しかける際は、基本的に敬語（丁寧語）で話す。独り言も丁寧語、コリラックマにも丁寧語である。一人称は「ワタシ」である。
耳の部分がカステラで出来ていると嘘をつき、コリラックマとキイロイトリに耳に噛み付かれたことがあるが、後で嘘だと白状した。そして、再度同様の嘘をついた際、耳にバニラエッセンスをふりかけ、その匂いで信じ込ませようとしたこともある。その後、リラックマの耳に蝶やセミやトンボが良く止まるのを見て、キイロイトリが「ナンデデキテルノ？」と聞いてきた時に、「カステラですってば。」と答えている。
喜んだり悲しんだり、カオルさんに怒られたのか半泣きだったりもするが、決して怒りの感情をあらわにしないキャラクター。

### キイロイトリ
カオルさんがリラックマが来るよりも前に家で飼っているペットの鳥。リラックマが居候をはじめてから、自分でカゴから出てくるようになった。散らかしてばかり食べてばかりのリラックマとコリラックマのせいか、掃除などの家事をこなす。コーヒーを淹れるのが苦手。大変几帳面できれい好き。ややせっかちなところもある。喜怒哀楽がはっきりしておりよく怒っている。しかし、器用ではっきりものを言う世話役であり、イライラした時にはリラックマの着ぐるみのしっぽをかじる事もある。自分のピンチには解決や助けを待ち、静かに耐えている。イヌやネコが怖い様子で逃げ回ったり隠れたりしている  。
いわゆるツッコミ役である。ダラダラしているリラックマをよく叱咤しており、リラックマの相変わらずの怠けぶりに困っている。とはいえ、リラックマと一緒にリラックスしたり、コリラックマにいたずらされたり喧嘩したり、一緒に遊んだりしている姿も、よく描かれる。
本人は「トベルモン」と主張しており、いつも足でかけずり回っている。
貯金、掃除などが趣味。何かに感動すると、「ワア」と言うことが多い。蓋付きガラスびんを貯金箱にしている。リラックマが現れてからは、カオルさんにも頼りにされているらしく、家の中で自分に対する一番の理解者だと思われている。掃除中に見つけたコインを貯金するのが何よりも楽しみで、500円玉を見つけると驚いて震える。カオルさんから掃除のお駄賃をもらうこともある。掃除をしているときにタンスの隙間から、「いつもありがとう」というメッセージが書かれた紙の上に、500円玉があるのを見つけた時は、「カオルサン」と涙を流しながら、その500円玉を磨いていたこともあった。ほかの楽しみは、座っているリラックマを山に見立てて、「くまのぼり」をすることと、2本の頭の毛をお手入れすること。
原則、セリフはすべてカタカナ表記になっている。よく本を読んだり勉強したり、チャレンジしたり、練習したりしている。カゴから出るようになってからは、トリの友達もいるようである。
よくコリラックマにイタズラされる。背中にマジックで落書きされたり、あひるのラジコンで追い回されたりと、かなり散々な目にあっているようだ。コリラックマによるとその理由は、イタズラに対する反応がリラックマよりも抜群にいいかららしい。
「リラックマ生活（3）」はキイロイトリが主役の絵本であり、題字に×印が引かれ「トリダヨリ」となっている。見開きごとにキイロイトリのメッセージが書かれていて、そのほとんどが読み手を励ましてくれるような内容になっている。またこの絵本のイラストから、リラックマたちとの生活の中でのキイロイトリの几帳面さや喜怒哀楽ぶりを楽しむことができる。

### コリラックマ
2004年（平成16年）8月に新キャラクターとして登場。どこからともなくやってきた、白いクマの子。キイロイトリによって「コリラックマ」と命名された。理由としては、「小さいリラックマ」→「コリラックマ」や、リラックマのポーズなどをマネしているから、などがある。
幼い子供のような行動をとる。イタズラ、特に落書きが好きで得意。やんちゃで、リラックマやキイロイトリが被害にあう。リラックマが寝ている時に落書きしたり、背中のファスナーを勝手に下げ、リラックマの耳や頬を引っ張ったりして、リラックマに「こらこら」などと怒られることもある。また、エイプリルフールの日に、キイロイトリの髪の毛をテープで後ろに貼り付けるといういたずらをしたこともある。日々成長し、落書きを油性ではなく水性で書くようになっている。
ままごとのように、キイロイトリを抱いたり世話をやいたりする。意地っ張りなところがあり、遊びに夢中になり夜を徹してのめり込んでしまう。
普段は一言もしゃべらないが、いちごシリーズでハート型のいちごを見つけたときに「あった」と言ったり、森のリラックマシリーズでリラックマにリンゴを渡すとき「ハイ」と言ったり、最近はわずかだがしゃべるようになってきている。 リラックマの言葉を真似することもあり、例えばリラックマが「あくせくしたってはじまりませんぜ」と言うとコリラックマが「ませんぜ～」と真似をする。他にもリラックマが、「まさにデリシャス～」と言うと、「シャス～」と真似をする。
見た目はクマのようだが、胸には赤いボタンがついている。なぜ付いているのかは誰も知らないらしい。胸の赤いボタンはほつれたら縫い付けても大丈夫で、本物のクマではないらしい。ただし、リラックマのような背中のファスナーはついていない。
リラックマから「きみはどこのくまくん?」と聞かれており、もともと知り合いでもないらしい。
大好物はイチゴ、リンゴ、サクランボで、アイスクリームやホットケーキも好き。イチゴの甘さを見分けられるらしい。泳いでいる金魚の動きをピタッと止める特技も持っているようだ。アヒルのラジコンや、ペンギンとバクのぬいぐるみ、イモムシのおもちゃを手に入れ、気に入っている様子。趣味に音楽鑑賞があり、見た目にそぐわない激しい曲を好むようである。音楽を聴くときにはヘッドフォンで聴くことが多い。また、ピアノも弾けるようである。
割った卵をボウルに入れることができないらしい。遊びやイタズラには熱心なため、その点を引き合いに、「その集中力を生かせば、料理だってきっと上手に!!」とコメントされている。フーセンガムを噛んで膨らませることも苦手らしい。
羊やウサギ、牛、リスの着ぐるみを着用することもあり、毎年末に販売される「印刷するだけ年賀状20○○年」（主婦と生活社）では干支の着ぐるみをリラックマやキイロイトリと共に着用する年賀状が用意されている。また、お風呂に入るときはピンクの水玉模様のシャワーキャップを、イチゴを摘みに行くときは赤い頭巾を被っている。

### カオルさん
声 - 多部未華子（『リラックマとカオルさん』）
東京都内で働く25歳のOL。一人暮らし。絵本の冒頭の詩や、紹介でその文章やシルエットから存在が明らかにされるだけで、リラックマのイラストに登場しない。また、絵本で一、二度、カオルさんの声でリラックマがたしなめられたり叱られたりしているように解釈できるシーンがある。
いきなり現れたリラックマに最初はとまどったが、その癒し系のキャラから気がついたら世話をやいていた。リラックマのリクエストのせいで卵料理、特にオムライスの腕が上がった。
コリラックマ達に羊の着ぐるみを作ってあげたことがある。

## 後にサンエックス社によって考案・追加されたキャラクター

### チャイロイコグマ
2016年（平成28年）3月に新キャラクターとして登場した本物のこぐま。「チャイロイコグマ」の名はキイロイトリが付けた。はちみつの森に住むコリラックマのお友達。「がおぉ」が得意
コリラックマからは「こぐまちゃん」と呼ばれている。コリラックマとは たまに喧嘩をする。リラックマとは はちみつの好みが一緒で仲良くなった一方、本物のクマなのでキイロイトリからは少し怖がられている。
ふさふさの胸毛を持っており、口を開けるとキバがある。足の裏やお尻のハチミツが熊の輪郭のような形をしており、体から甘い はちみつの香りがする。魚と はちみつが好物で、いつも特製のはちみつを持ち歩いている。森の中にドングリの家で一人暮らしをしており、切り株のベッドで眠る。
森で最初にできた友達でくまんばちがいる。くまんばちは親友でもある。
2021年（令和3年）3月のテーマ『チャイロイコグマのお友達』では森のお友達と「くまま～」「くまきゅん」とはちみつの森の言葉を使ったり、くまんばちが"なかよしのしるし"にお尻にハチミツをつけた事などが紹介されている。

## 歴代テーマ一覧
以下は、歴代のテーマの一覧である。表記は公式ウェブサイトのものに基づく。
| ナンバリング | 登場年月   | テーマ名                                               |
| ------------ | ---------- | ------------------------------------------------------ |
| No.001       | 2003年09月 | リラックマ登場                                         |
| No.002       | 2004年08月 | コリラックマ登場                                       |
| No.003       | 2004年11月 | リラックマのひとりごと                                 |
| No.004       | 2005年02月 | アップデザイン                                         |
| No.005       | 2005年08月 | キイロイトリが主役                                     |
| No.006       | 2005年09月 | ミュージックリラックマ                                 |
| No.007       | 2005年12月 | フォトリラックマ                                       |
| No.008       | 2006年02月 | おやすみ                                               |
| No.009       | 2006年07月 | リラックマスタンダード                                 |
| No.010       | 2006年08月 | 3周年アニバーサリー                                    |
| No.011       | 2006年10月 | スローライフリラックマ                                 |
| No.012       | 2007年02月 | コリラックマのヤンチャな毎日                           |
| No.013       | 2007年07月 | 花マル                                                 |
| No.014       | 2007年10月 | リラックマカフェ                                       |
| No.015       | 2008年02月 | お外でごろん                                           |
| No.016       | 2008年05月 | フルーツ                                               |
| No.017       | 2008年07月 | 5周年アニバーサリー                                    |
| No.018       | 2008年08月 | ハートテーマ                                           |
| No.019       | 2008年11月 | リラックマ温泉                                         |
| No.020       | 2009年02月 | イチゴ                                                 |
| No.021       | 2009年04月 | フェイス                                               |
| No.022       | 2009年04月 | 和リラックマ 第1弾                                     |
| No.023       | 2009年05月 | ローズ                                                 |
| No.024       | 2009年07月 | お空でリラックス                                       |
| No.025       | 2009年10月 | 夜ふかし                                               |
| No.026       | 2009年12月 | スイーツ                                               |
| No.027       | 2010年02月 | ボンジュールリラックマ                                 |
| No.028       | 2010年04月 | カラーバリエーション                                   |
| No.029       | 2010年04月 | 和リラックマ 第2弾                                     |
| No.030       | 2010年05月 | More Relax by Rilakkuma                                |
| No.031       | 2010年07月 | ハッピーレインボー                                     |
| No.032       | 2010年10月 | 森のリラックマ                                         |
| No.033       | 2010年12月 | いちご大好き！コリラックマうさぎ                       |
| No.034       | 2011年03月 | ハニー＆スマイル                                       |
| No.035       | 2011年04月 | 和リラックマ 第3弾                                     |
| No.036       | 2011年05月 | 北欧リラックマ 第1弾                                   |
| No.037       | 2011年07月 | I Love リラックマ                                      |
| No.038       | 2011年10月 | チョコレート＆コーヒー                                 |
| No.039       | 2011年12月 | Sweets＆Sweets                                         |
| No.040       | 2012年02月 | ハッピーピクニック                                     |
| No.041       | 2012年04月 | 北欧リラックマ 第2弾                                   |
| No.042       | 2012年05月 | マリンテーマ                                           |
| No.043       | 2012年05月 | 和リラックマ 第4弾                                     |
| No.044       | 2012年07月 | ハート♥バスタイム                                      |
| No.045       | 2012年08月 | リラックマ・リラックマ 第1弾                           |
| No.046       | 2012年10月 | たまごテーマ                                           |
| No.047       | 2012年12月 | うさぎとあそぼ                                         |
| No.048       | 2013年02月 | アロハリラックマ                                       |
| No.049       | 2013年04月 | My Only Rilakkuma                                      |
| No.050       | 2013年07月 | リラックマワンダーランド                               |
| No.051       | 2013年08月 | リラックマ・リラックマ第2弾                            |
| No.052       | 2013年10月 | ハッピーナチュラルタイム                               |
| No.053       | 2013年12月 | ハートがいっぱい                                       |
| No.054       | 2014年02月 | リラックマーケット                                     |
| No.055       | 2014年03月 | しましまエブリディ                                     |
| No.056       | 2014年04月 | リラックマファクトリー 第1弾                           |
| No.057       | 2014年04月 | キイロイトリいっぱい                                   |
| No.058       | 2014年05月 | スイートハッピーリラックマ                             |
| No.059       | 2014年07月 | 宇宙でだららん                                         |
| No.060       | 2014年08月 | ファニーパーツ                                         |
| No.061       | 2014年10月 | のんびりネコ                                           |
| No.062       | 2014年12月 | パリのいちご                                           |
| No.063       | 2015年03月 | フレッシュレモン                                       |
| No.064       | 2015年04月 | リラックマのかくれんぼ                                 |
| No.065       | 2015年05月 | リラックマの夏休み                                     |
| No.066       | 2015年07月 | パンダでごろん                                         |
| No.067       | 2015年08月 | そのままリラックマ                                     |
| No.068       | 2015年09月 | リラックマファクトリー 第2弾                           |
| No.069       | 2015年10月 | もっと♪のんびりネコテーマ                              |
| No.070       | 2015年12月 | コリラックマのみんないちごになぁれ                     |
| No.071       | 2016年03月 | コリラックマと新しいお友達                             |
| No.072       | 2016年04月 | デニムリラックマ                                       |
| No.073       | 2016年05月 | だららっこ                                             |
| No.074       | 2016年07月 | リラックマ茶屋                                         |
| No.075       | 2016年08月 | ゆるっと毎日リラックマ                                 |
| No.076       | 2016年09月 | モノクロリラックマ                                     |
| No.077       | 2016年10月 | てぶくろをとどけに                                     |
| No.078       | 2016年11月 | 幸せをよぶキイロイトリ仙人                             |
| No.079       | 2016年12月 | コリラックマのふんわりかわいい夢                       |
| No.080       | 2017年01月 | 桜リラックマ 第1弾                                     |
| No.081       | 2017年03月 | リラックマベーカリー                                   |
| No.なし      | 2017年04月 | ボーダー＆デニムリラックマ                             |
| No.082       | 2017年05月 | コリラックマmeets チャイロイコグマ                     |
| No.083       | 2017年07月 | キイロイトリダイアリー                                 |
| No.084       | 2017年08月 | Happy life with Rilakkuma                              |
| No.085       | 2017年09月 | リラックマカジュアル                                   |
| No.086       | 2017年10月 | はちみつの森の収穫祭                                   |
| No.087       | 2017年11月 | 福よこいこい！幸せのリラックマ                         |
| No.088       | 2017年12月 | コリラックマキャット                                   |
| No.089       | 2018年01月 | 桜リラックマ 第2弾                                     |
| No.090       | 2018年03月 | ストロベリーパーティー                                 |
| No.091       | 2018年04月 | SLEEPY RILAKKUMA                                       |
| No.092       | 2018年05月 | コリラックマバケーション                               |
| No.093       | 2018年07月 | リラックマはきぐるみなんです                           |
| No.094       | 2018年08月 | リラックマデリ                                         |
| No.095       | 2018年09月 | コリラックマmeetsチャイロイコグマ 第2弾                |
| No.096       | 2018年10月 | 不思議の国のリラックマ                                 |
| No.097       | 2018年12月 | パジャマパーティー                                     |
| No.098       | 2019年02月 | ぷちぷちリラックマ                                     |
| No.099       | 2019年03月 | お花畑の小さな子うさぎ                                 |
| No.100       | 2019年05月 | コリラックマとチャイロイコグマのハッピーアイスクリーム |
| No.101       | 2019年07月 | キイロイトリマフィンカフェ                             |
| No.102       | 2019年08月 | チャイロイコグマの星降る夜                             |
| No.103       | 2019年09月 | コリラックマ meets チャイロイコグマ 第3弾              |
| No.104       | 2019年10月 | いつでもいっしょ♪リラックマ                            |
| No.105       | 2019年12月 | 鏡の中のコリラックマ                                   |
| No.106       | 2020年03月 | フルーツでまくまくリラックス♪                          |
| No.107       | 2020年05月 | チャイロイコグマの大きくなりたいな                     |
| No.108       | 2020年07月 | リラックマのきょうりゅうごっこ                         |
| No.109       | 2020年09月 | コリラックマとうさぎティータイム                       |
| No.110       | 2020年10月 | リラックマ童話                                         |
| No.111       | 2020年12月 | コリコグのふんわり天使                                 |
| No.112       | 2021年03月 | チャイロイコグマのお友達                               |
| No.113       | 2021年05月 | あなたのそばにリラックマ                               |
| No.114       | 2021年07月 | リラックマルシェ                                       |
| No.115       | 2021年09月 | コリラックマとストロベリーキャット                     |
| No.116       | 2021年10月 | チャイロイコグマのぎゅ～っとぬいぐるみ                 |
| No.117       | 2021年12月 | うさうさベビー                                         |
| No.118       | 2022年03月 | たんぽぽとふたごのハムスター                           |
| No.119       | 2022年05月 | あなたのちいさなかぞく                                 |
| No.120       | 2022年07月 | おかしな遊園地                                         |
| No.121       | 2022年09月 | コリコグのジュエルチェリー                             |
| No.122       | 2022年10月 | あなたに寄り添うリラックマ                             |
| No.123       | 2022年11月 | NEW BASIC RILAKKUMA                                    |
| No.124       | 2022年12月 | スワンと金色(きんいろ)の花                             |
| No.125       | 2023年02月 | Rilakkuma's Messages                                   |
| No.126       | 2023年03月 | にこにこHappy for you                                  |
| No.127       | 2023年05月 | NEW BASIC RILAKKUMA Vol.2                              |
| No.128       | 2023年07月 | こもれびキャンプ                                       |
| No.129       | 2023年09月 | あなたとまどろむリラックマ                             |
| No.130       | 2023年10月 | ねこねこの湯                                           |
| No.131       | 2023年11月 | BASIC RILAKKUMA HOME CAFE                              |
| No.132       | 2023年12月 | コリコグのフラワーティータイム                         |
| No.133       | 2024年02月 | Goyururi Everyday                                      |
| No.134       | 2024年03月 | コリラックマのいちごないちにち                         |
| No.135       | 2024年05月 | うみリラきぶん                                         |
| No.136       | 2024年07月 | みんなでまんぷくまくまく                               |
| No.137       | 2024年09月 | お空のくるりんわたあめ                                 |
| No.138       | 2024年10月 | BASIC RILAKKUMA Favorite Things                        |
| No.139       | 2024年11月 | アオコグのおとまり                                     |
| No.140       | 2024年12月 | すてきなお家                                           |
| No.141       | 2025年02月 | コリラックマのこあくま気分                             |
| No.142       | 2025年03月 | 雨のち晴れのリラックマ                                 |
| No.143       | 2025年 5月 | BASIC RILAKKUMA Flower                                 |
| No.144       | 2025年 7月 | ゲーミングリラックマ                                   |
| No.145       | 2025年 9月 | リラックマ×ミスタードーナツ                            |

## タイアップ・コラボ
各種のグッズ・関連商品展開が行われている。
以下、主な例。
- 2005年より、髙島屋や三越など百貨店の催物会場において、「リラックマ展 ごゆるりマーケット」というイベントが日本各地を巡回している。開催日数は数日間から1週間程度。物販がメインだが、併せてリラックマらの生活を模したセットなども展示され、着ぐるみも登場する。ぬいぐるみやTシャツなどの限定商品や、一定金額以上購入した客に進呈するノベルティが特に人気を集めている。
- 主婦と生活社発行の雑誌『すてきな奥さん』『週刊女性』『ね〜ね〜』などでは、本誌でリラックマ特集が組まれたり、リラックマの付録が付けられたり、オリジナルグッズの全員プレゼントや通信販売などの企画が行われている。
- コンビニエンスストアのローソンでは、対象商品についているシールの枚数に応じての景品交換や、対象商品購入での景品進呈がされていることもある。これまでの景品はマグカップ、スープ皿、小皿、ハンドタオル、クリアファイル等。
- システムサービスが景品用のぬいぐるみなどのグッズを発売。全国各地のゲームセンターで取り扱われており、定番化している。
- 伊藤園商品のおまけに携帯ストラップやペットボトルカバーなどが付いていることがある。限定人形のプレゼントも行われている。また、過去にam/pmとの協賛で、対象商品についているクジが当たるともれなくスープ皿のプレゼントを行ったこともある。
- 2005年以降、日本各地の都道府県ごとに、名物などをあしらった「御当地リラックマ」が発売されている。
- 厚生労働省が過労の防止や労働時間短縮等の促進のために設けた「ゆとり創造月間」（11月）の2004年のポスターに、リラックマが採用された[71]。
- 麹町郵便局にて、2007年6月18日の一日限定で小型記念通信日付印が押された。これは、2007年6月18日から同年8月17日に期間限定販売されたe-センスカード発行を記念したもの。
- 2007年8月より、東京都立川市を中心に運行されている立川バスにおいて、リラックマをあしらった特別仕様のバス『リラックマバス』が運行されている[72]。この『リラックマバス』は2016年現在、合計4台が運行されており、車体色は、1号車が黄色、2号車が空色、3号車が青色、4号車が緑色となっている[73][74]。かつては羽田空港と立川地区を往復する高速バス車両仕様で5号車として運行していた（車体色は白色。運行期間は2013年7月から2015年11月24日）。また一般路線仕様で3号車（初代）が2011年7月から運行していたが2016年9月25日運行終了となった（車体色は桃色）。なお、また3号車（初代）・5号車は、リラックマにちなみ、ナンバープレートが「5656（ゴロゴロ）」となっている（所属変更の際に「ご当地ナンバー」として認定されたもの）。2017年12月には3号車（2代）をモデルとしたトミカが発売された[73][75][76]。
- 2007年8月27日にマイナーチェンジしたトヨタ・ヴィッツのテレビCMに登場、後藤久美子と共演していた。2008年9月、一部改良により共演女優は田中麗奈に交代。
- ソフトバンクモバイルの東芝製ケータイ「815T」では、リラックマとのコラボレーションモデルが2007年11月より発売された。
- 白元の「アイスノン」「ホッカイロ」「ゆたぽん」にリラックマが使用されている。
- 2009年10月、株式会社バンダイナムコゲームスより｢リラックマ モバイルノートパソコン｣が限定発売され、翌年6月、同社より｢コリラックマ モバイルノートパソコン｣が限定発売。
- 2010年3月、なめらかプリンの「Pastel」と、リラックマがコラボレーション。3/1 - 5/31の期間限定かつリラックマストア限定商品として「リラックマの窯出しなめらかプリン」を発売。リラックマ（ぜいたく塩キャラメルプリン）・コリラックマ（至福のいちごプリン）・キイロイトリ（キイロイパンプキンプリン）の3つの味のプリンのセットで発売されている[77]。
- 2010年6月4日発売のau（KDDI・沖縄セルラー電話連合）の京セラ製（SANYOブランド）ケータイ「SA002」ではデコレーションアニメおよびデコレーションメール等の素材としてリラックマがプリセットされている。
- 2010年12月、天然ダイヤモンドの入ったリラックマのシルバー製ジュエリーリングが株式会社アイ・ケイから発売された。
- 2011年5月9日、パチスロメーカーのオーイズミより、パチスロ『ハネスロ リラックマ』が全国のホールに導入された[78]。液晶ではリラックマのアニメーションが使用された機種であったものの、作者のコンドウは「このたびのリラックマのスロットに関しましては、事前に全く知らされておらず、ファンの方の御連絡を受け、この件を知りました」と、一切オーイズミより事前にパチスロ化することを知らされていなかったことをブログで語った[79]。
- 2013年9月17日 - 12月2日、「カルピス」とのコラボレーション[80]。
- 2013年9月、ローソン秋のリラックマフェアのポイント景品となった「リラックマティーマグ」に、熱湯を注ぐ等が原因で破損するトラブルが発生し、回収、交換となる騒ぎとなった。
- 2013年11月 - 2014年1月、森永製菓の「おっとっと」とのコラボレーション。レア菓子型として、リラックマ、コリラックマ、キイロイトリの三種類が存在する。
- 2015年7月18日 - 2016年8月31日、阪急電鉄とタイアップし、同社の1000系・1300系電車の3編成に、「夏の阪急電車 リラックマ号」と題してリラックマのキャラクターを装飾した電車が運行。2016年春にも「さくらの阪急電車 リラックマ号」と題して再び運行された[81][82][83]。
- 2016年8月1日 - 9月30日、京浜急行電鉄とタイアップし、同社の新1000形電車の1編成に、「京急リラックマトレイン」と題してリラックマのキャラクターを装飾したラッピング電車を運行[84]。また、京急久里浜駅の看板や駅名標が期間中京急リラッ久里浜駅に改称された（2018年にも実施）。
- 2017年4月8日・9日に開催されたL'Arc〜en〜Cielのライブ「25th L'Anniversary LIVE」において、「L'Arkkuma（ラルックマ）」と題したコラボ商品を発売。
- 2018年3月5日 - 5月13日、誕生15周年記念として、創立120周年を迎えた京浜急行電鉄と再びタイアップ、京急グループ挙げてのイベントとなった。同社の新1000形電車2編成と600形電車1編成にリラックマキャラクターを装飾したラッピング電車を運行。新たに上大岡駅・大鳥居駅の看板や駅名標が期間中、それぞれ上がお大岡駅・大キイロイ鳥居駅に改称された。グループ傘下の京急バスでもバス車両やバス停をリラックマ仕様に変更。葉山マリーナでも船舶や最寄りのバス停・待合所をリラックマ仕様に変更。
- 上新電機では、一度に一定額（税込2,000円のことが多い）の買い物をしたカード会員に限定グッズをプレゼントするキャンペーンを定期的に行っている。
- 2019年3月から、相鉄バスに、リラックマが描かれたバスが登場し、運行を開始した[85]。
- 2020年11月24日から、リラックマが描かれた「ストームグラス」「ガラスフロート温度計」「トラベルジュエルケース」が茶谷産業から発売されている[86]。
- 2021年3月20日公開予定のアニメ映画『映画 ヒーリングっど♥プリキュア ゆめのまちでキュン!っとGoGo!大変身!!』で、コラボレーションとして劇中のワンシーンにリラックマ・コリラックマ・キイロイトリ・チャイロイコグマが登場する。アニメ自体は後述のストップモーションアニメで既に実現しているが、映画作品へは初出演となる[87]。
- 2021年11月7日、ABCクッキングスタジオとのタイアップ企画で、YouTubeでは初となるリラックマのオンラインライブが生配信された[88]。

### テレビCM
トヨタ・ヴィッツ 2代目 後期型
リラックマがCG合成で登場している。
CMでは、リラックマは大好物のホットケーキなど、毎回何かしらのおやつを食べている。（一部例外あり）
「取材へ」編：事務所から打ち合わせに出発する後藤久美子を、リラックマが三色串団子を食べながら外で待っている。
「気分転換」編：ヴィッツに乗って気分転換のドライブに出かける後藤久美子の隣に、リラックマが三点式シートベルトをつけて座っており、車内で餅を食べている。
「リラックス」編：田中麗奈と高原へドライブに行き、お昼寝した後にホットケーキを食べている。
「サボテン」編：出かけ先の花屋でリラックマそっくりの形のサボテンと遭遇し、照れるリラックマ。なお、このCMでは三色串団子を田中麗奈に横取りされている。CMソングには「森のくまさん」のアレンジ版を使用。
ローソン・リラックマキャンペーン リラックマハロウィンキャンペーン
アニメーションで登場した。ナレーションは若本規夫。
ミスタードーナツ・ミスドリラックマ ポイントdeスクラッチ
アニメーションで登場した。実写部分は玉木宏と共演。

### 大使・アンバサダー
- 2016年11月15日、コリラックマが「栃木のとちおとめ大使」に就任した[89]。
- 2017年11月14日、コリラックマが2年連続で「栃木のとちおとめ大使」に就任した[90]。
- 2018年3月16日、リラックマが「渋谷区観光大使ごゆるりアンバサダー」に就任した[91][92]。
- 2018年11月15日、コリラックマが3年連続で「栃木のとちおとめ大使」に就任した[93]。
- 2019年11月21日、コリラックマが4年連続で「栃木のとちおとめ大使」に就任した[94]。
- 2021年1月15日、コリラックマが5年連続で「栃木のとちおとめ大使」に就任した[95]。
- 2021年8月18日、リラックマが「千代田区観光協会観光大使」に就任した[96][97]。
- 2021年9月15日、リラックマが「埼玉県警察交通安全広報アンバサダー」に就任した[98]。
- 2021年11月15日、コリラックマが「とちぎのいちご大使」に就任した[99]。これまでは「とちおとめ」だけの大使だったが、6年目は「スカイベリー」「とちあいか」も含めた3つの品種の大使となった。
- 2021年12月14日、リラックマが富山県警察「飲酒運転根絶アンバサダー」に就任した。[100]
- 2022年11月15日、コリラックマが7年連続で「栃木のいちご大使」に就任した。
- 2023年11月14日、コリラックマが8年連続で「栃木のいちご大使」に就任した。
- 2024年8月1日、リラックマが「第10回世界遺産姫路城マラソンスペシャルアンバサダー」に就任した。
- 2024年11月26日、コリラックマが9年連続で「栃木のいちご大使」に就任した。

## リラックマストア
以下の、リラックマグッズの専門店が存在する。キデイランドが運営している。なお、サンエックスの他のキャラクターのグッズも販売されている。2016年からはコリラックマ、キイロイトリ、チャイロイコグマの単独ストアやコラボストアが期間限定でオープンしている。
| 店名                               | 所在地 | 開店日 |
| ---------------------------------- | --- | --- |
| 札幌店※閉店済                      | 北海道札幌市北区北6条西2丁目 パセオイースト地下1階 | 2011年9月10日※札幌駅再開発に伴うパセオ閉館により閉店 |
| 仙台店                             | 宮城県仙台市青葉区中央1-1-1 エスパル3階 | 2012年11月1日 |
| 原宿店                             | 東京都渋谷区神宮前6-1-9 キディランド原宿店4階 | 2012 年7月1日 |
| 東京駅店                           | 東京都千代田区丸の内1-9-1 東京駅一番街地下1階 | 2009年2月20日 2011年1月10日※東京駅改装工事のため一時休業、仮店舗で営業 2020年6月12日※東京駅一番街「いちばんプラザ」に「THE RILAKKUMA STORE」の名称で6月25日まで期間限定オープン 2020年6月26日リニューアルオープン |
| 東京スカイツリータウン・ソラマチ店 | 東京都墨田区押上1-1-2 東京スカイツリータウン・ソラマチ3階                                                                                                 | 2012年5月22日 |
| 吉祥寺店                           | 東京都武蔵野市吉祥寺本町1-11-5 コピス吉祥寺6階/A館 | 2010年10月15日 |
| 池袋サンシャインシティ店           | 東京都豊島区東池袋3-1-2 サンシャインシティアルパ2階 | 2017年11月23日 |
| 町田モディ店※閉店済                | 東京都町田市原町田６丁目２−６ 町田モディ3階 | 2017年7月15日※2018年6月10日までの期間限定オープン |
| POP-UP store in YOKOHAMA           | 神奈川県横浜市西区高島2-19-12 マルイシティ横浜8階 | 2021年6月12日 |
| 越谷レイクタウン店                 | 埼玉県越谷市レイクタウン3-1-1 イオンレイクタウンmori 3階                                                                                                  | 2022年4月1日 |
| 名古屋店                           | 愛知県名古屋市中村区名駅一丁目1番3号 タカシマヤ ゲートタワーモール7階                                                                                     | 2017年4月17日 |
| 大阪梅田店                         | 大阪府大阪市北区芝田1-1-3 阪急三番街北館1階 | 2008年9月13日 2017年4月27日リニューアルオープン |
| 心斎橋パルコ店                     | 大阪府大阪市中央区心斎橋筋1‐8‐3 心斎橋パルコ6階 | 2020年11月20日 |
| あべのキューズモール店             | 【移転前】大阪府大阪市阿倍野区阿倍野筋一丁目6番1号 あべのキューズモール地下1階 【移転後】大阪府大阪市阿倍野区阿倍野筋一丁目6番1号 あべのキューズモール3階 | 2018年6月8日 2021年1月24日※店舗移転のため閉店 2021年6月1日移転オープン |
| 天王寺店※閉店済                    | 大阪府大阪市天王寺区悲田院町１０−３９ 天王寺ミオプラザ館3階                                                                                               | 2016 年3月4日※2018年1月28日までの期間限定オープン |
| 京都四条河原町店                   | 京都府京都市中京区河原町通蛸薬師下ル塩屋町344 日新河原町ビル2階                                                                                           | 2019年12月10日 |
| 神戸店                             | 兵庫県神戸市中央区東川崎町1-6-1 神戸ハーバーランドumie MOSAIC2階                                                                                          | 2014年4月18日 |
| 福岡パルコ店                       | 福岡県福岡市中央区天神2-11-1 福岡パルコ本館8階 | 2010年3月19日 |
| 博多店※閉店済                      | 福岡県福岡市博多区博多駅中央街１−１ アミュエスト博多 | 2015年3月19日※同年7月20日までの期間限定オープン |
| アミュプラザおおいた店             | 大分県大分市要町1番14号 アミュプラザおおいた3階 | 2018年3月2日 |

リラックマストア・プラス
サンエックスの新キャラクター、すみっコぐらしをプラスしたショップ。
| 店名                 | 所在地                                              | 開店日         |
| -------------------- | --------------------------------------------------- | -------------- |
| ららぽーと富士見店   | 埼玉県富士見市山室１－１３１３ ららぽーと富士見３階 | 2015年4月10日  |
| 上小田井店           | 愛知県名古屋市西区二方町40番 mozoワンダーシティ3階  | 2015年7月3日   |
| ららぽーとEXPOCITY店 | 大阪府吹田市千里万博公園2-1 ららぽーとEXPOCITY 3階  | 2015年11月19日 |
| PARCO札幌店          | 北海道札幌市中央区南１条西３丁目３ 札幌PARCO        | 2024年3月22日  |

コリラックマストア
以下全て期間限定。有楽町マルイにのみオープン。
- 2016年8月22日～9月12日、初のコリラックマ単独のストアとして「コリラックマストア」がオープン[132]。
- 2017年8月21日～9月12日、「コリラックマストア」がオープン[133]。
- 2018年8月23日～9月13日、初のコリラックマとチャイロイコグマのコラボストアとして「コリラックマ meets チャイロイコグマ ストア」がオープン[134]。
- 2019年8月22日～9月12日、「コリラックマ meets チャイロイコグマ ストア」がオープン[135]。
- 2020年8月20日～9月10日、3年ぶりに単独の「コリラックマストア」がオープン[136]。
- 2021年8月19日～9月9日、「コリラックマストア」がオープン[137]。

キイロイトリストア
以下全て期間限定。東京駅一番街 東京キャラクターストリートにのみオープン。
- 2018年11月23日～12月6日、初のキイロイトリ単独のストアとして「キイロイトリストア」がオープン[138]。
- 2019年11月15日～11月28日、「キイロイトリランド」がオープン[139]。
- 2020年11月27日～12月10日、「キイロイトリ ワンダーZOO」がオープン[140]。
- 2021 年11月19日～12月2日、3年ぶりに名称を戻し、「キイロイトリストア」がオープン[141]。

チャイロイコグマルシェ
- 2021年3月11日～3月25日、初のチャイロイコグマ単独のストアとして「チャイロイコグマルシェ」がキデイランド大阪梅田店に期間限定でオープン[142]。

## 書誌情報
2005年7月、『リラックマ生活―だらだらまいにちのススメ』は34万部、『だららん日和―リラックマ生活 2』は26万部、『トリダヨリ リラックマ生活 (3)』は22万部を売り上げ、シールブック2冊は計30万部を売り上げている。

### 絵本
キャラブック－各巻とも、手描きタッチのイラストで構成されている。
『ここにいます』はリラックマ、『いつもいます』はキイロイトリ、『そばにいます』はコリラックマが表紙になっている。
- 『リラックマ ここにいます』（コンドウアキ、主婦と生活社、2015/11、ISBN 9784391146967）
- 『リラックマ いつもいます』（コンドウアキ、主婦と生活社、2016/11、ISBN 9784391149548）
- 『リラックマ そばにいます』（コンドウアキ、主婦と生活社、2017/11、ISBN 9784391151053）

リラックマ生活－各巻とも、巻末にコンドウのあとがき的なコメントが載っている。
- 『リラックマ生活―だらだらまいにちのススメ』（コンドウアキ、主婦と生活社、2004/03、ISBN 4391129329）
- 『だららん日和―リラックマ生活 2』（コンドウアキ、主婦と生活社、2004/11、ISBN 439113019X）
- 『トリダヨリ リラックマ生活 (3)』（コンドウアキ、主婦と生活社、2005/05、ISBN 4391130874）
- 『クマごよみ―リラックマ生活〈4〉』（コンドウアキ、主婦と生活社、2006/09、ISBN 4391133229）
- 『うたたね気分―リラックマ生活〈5〉』（コンドウアキ、主婦と生活社、2007/09、ISBN 9784391134773）
- 『ぼんやり記念日―リラックマ生活〈6〉』（コンドウアキ、主婦と生活社、2008/08、ISBN 9784391136555）
- 『ぐうたら休日(ホリデー)―リラックマ生活〈7〉』（コンドウアキ、主婦と生活社、2009/08、ISBN 9784391138405）
- 『やんわり上手―リラックマ生活〈8〉』（コンドウアキ、主婦と生活社、2010/10、ISBN 9784391139624）
- 『ほっこり時間―リラックマ生活〈9〉』（コンドウアキ、主婦と生活社、2011/09、ISBN 9784391141085）
- 『ひだまり暮らし―リラックマ生活〈10〉』（コンドウアキ、主婦と生活社、2012/09、ISBN 9784391142570）
- 『うららか予報―リラックマ生活〈11〉』（コンドウアキ、主婦と生活社、2013/11、ISBN 9784391144475）
- 『ヨリドリミドリ―リラックマ生活〈12〉』（コンドウアキ、主婦と生活社、2014/11、ISBN 9784391146028）
- 『リラックマのなんでもない今日。』（コンドウアキ、主婦と生活社、2018/9、ISBN 9784391152432）
- 『まんまる景色─リラックマ生活〈13〉』（コンドウアキ、主婦と生活社、2019/10/25、ISBN 9784391154078）
- 『のんびり曜日─リラックマ生活〈14〉』（コンドウアキ、主婦と生活社、2020/10/23、ISBN 9784391155372）

### 漫画
- 『リラックマ4クママンガ-1-』（コンドウアキ、主婦と生活社、2010/07、ISBN 9784391139334）
- 『リラックマ4クママンガ-2-』（コンドウアキ、主婦と生活社、2011/11、ISBN 9784391141177）
- 『リラックマ4クママンガ-3-』（コンドウアキ、主婦と生活社、2012/11、ISBN 9784391142785）
- 『リラックマ4クママンガ-4-』（コンドウアキ、主婦と生活社、2013/07、ISBN 9784391144055）
- 『リラックマ4クママンガ-5-』（コンドウアキ、主婦と生活社、2014/06、ISBN 9784391145342）
- 『リラックマ4クママンガ-6-』（コンドウアキ、主婦と生活社、2015/06、ISBN 9784391146950）
- 『リラックマ4クママンガ-7-』（コンドウアキ、主婦と生活社、2016/06、ISBN 9784391148763）
- 『リラックマ4クママンガ-8-』（コンドウアキ、主婦と生活社、2017/06、ISBN 9784391150339）
- 『リラックマ4クママンガ-9-』（コンドウアキ、主婦と生活社、2018/06、ISBN 9784391151923）
- 『リラックマ4クママンガ-10-』（コンドウアキ、主婦と生活社、2019/05、ISBN 9784391153606）
- 『リラックマ4クママンガ-11-』（コンドウアキ、主婦と生活社、2020/06、ISBN 9784391154849）
- 『リラックマ4クママンガ-12-』（コンドウアキ、主婦と生活社、2021/05、ISBN 9784391156195）
- 『リラックマ4クママンガ-13-』（コンドウアキ、主婦と生活社、2022/05、ISBN 9784391157451）
- 『リラックマ4クママンガ-14-』（コンドウアキ、主婦と生活社、2023/05、ISBN 9784391159899）

### シールブック
- 『リラックマだらだらシールブック』（コンドウアキ、主婦と生活社、2004/11、ISBN 4391130181）
- 『リラックマだらピカシールブック』（コンドウアキ、主婦と生活社、2005/05、ISBN 4391130882）
- 『リラックマごろごろシールブック』（コンドウアキ、主婦と生活社、2006/09、ISBN 4391133237）
- 『リラックマほわピカシールブック』（コンドウアキ、主婦と生活社、2007/09、ISBN 4391134780）

### アートブック
- 『The ART of リラックマとカオルさん』（主婦と生活社、2019/07、ISBN 4391153882）

### ファンブック
- 『リラックマだらだらファンブック』（コンドウアキ、主婦と生活社、2008/10/31、ISBN 9784391137057）
- 『リラックマ続だらだらファンブック』（コンドウアキ、主婦と生活社、2013/11/29、ISBN 9784391144482）

### 実用書（手芸・料理）
- 『自分でできる! 手作りリラックマ』（主婦と生活社、2006/03、ISBN 4391131072）
- 『リラックマの手作りおやつ』（主婦と生活社、2006/07、ISBN 4391132672）
- 『いつもいっしょ! 手作りリラックマ』（主婦と生活社、2006/09、ISBN 4391132680）
- 『リラックマとかわいいキャラおりがみ』（主婦と生活社、2007/04、ISBN 4391133423）
- 『リラックマとかわいいキャラごはん＆おべんとう』（主婦と生活社、2007/07、ISBN 4391134594）
- 『リラックマの小さな刺しゅう&ニット』（主婦と生活社、2007/09、ISBN 439113456X）

## ゲーム
- 「リラックマなまいにち」（ロケットカンパニー、ゲームボーイアドバンス、2005/04/28）
- 「リラックマ〜おじゃましてます2週間〜」（インターチャネル、PlayStation 2、2005/09/01）
- 「わたしのリラックマ」（ロケットカンパニー、ニンテンドーDS、2007/04/12）
- リラックマ公式ゲーム専門サイト リラックマと遊ぼ！（イマジニア、ゲームアプリ配信、2008/3/8）
- 「直感!あそんでリラックマ」（ロケットカンパニー、ニンテンドーDS、2008/09/25）
- 「リラックマ みんなでごゆるり生活」（エム・ティー・オー、Wii、2009/03/05）
- 「リラックマ★リズム まったり気分でだららんラン♪」（ロケットカンパニー、ニンテンドーDS、2009/12/03）
- 「まいにちリラックマ」（イマジニア、オンラインゲーム、2010/09/22）
- 「のりのり♪リラックマ～ヒットソング音楽隊～」（ロケットカンパニー、ニンテンドーDS、2010/12/02）
- 「ねらって! とばして! リラックマ ぐらぐらスイーツタワー」（ロケットカンパニー、ニンテンドー3DS、2012/12/13）
- 「リラックマ　なかよしコレクション」（ロケットカンパニー、ニンテンドー3DS、2014/12/18）
- 「リラックマ　ころろんパズル」（イマジニア・NHN PlayArt、iOS&Android、2015/5/7）
- 「リラックマ農園」（イマジニア、2019/8/19）
- 「おうちでリラックマ」（日本コロムビア、2020/11/5）[143]
- 「コリラックマのねじ巻きレンジャー ～とびだせおもちゃの箱～」（イマジニア、IOS＆Android、2023/2/21）

## 音楽
- 矢野顕子『リラックマのわたし』（2013年8月7日、SPEEDSTAR RECORDS） - リラックマ10周年公式記念ソングとして、リラックマグッズ付きのシングル盤を発売。

## 携帯サイト
- 「いつでもリラックマ」（イマジニア）
- 「リラックマめ〜る」（イマジニア）
- 「リラックマきせかえ」（イマジニア）
- 「リラックマと遊ぼ！」（イマジニア）
- 「リラックマデコアニ」（イマジニア）
- 「リラックマこんしぇる」（イマジニア）

## ブログパーツ
- サンエックスブログキャラ リラックマ（San-X、ブログパーツ、2006/12 - 2011/12/20）

## アニメ
リラックマとカオルさん
2019年4月19日にNetflixで全世界配信開始されたストップモーション・アニメーション番組。全13話。制作は『どーもくん』、『こまねこ』、『ぼくはくま』などを手がけた合田経郎が主宰する株式会社ドワーフ。
原作と異なり、カオルさんを中心に物語が繰り広げられる。また、リラックマ・コリラックマ・キイロイトリは人語を話さず、鳴き声のようなものを発する。
リラックマと遊園地
2022年8月25日にNetflixで全世界配信開始された2作目のストップモーション・アニメーション番組。全8話。制作は前作と同じドワーフ。キャスト・世界観も第1作と同じ。
2020年10月、Netflixから本作が公開予定であり、第1作と同じ製作スタッフが携わる予定であることが発表された。